# NWA 7325
NWA 7325 (offizieller Name Northwest Africa 7325. Gepaart mit NWA 8014 und NWA 8409) ist ein ungewöhnlicher achondritischer Steinmeteorit, der im Februar 2012 in der marokkanischen Sahara in 35 Stücke zerbrochen gefunden wurde. Er hat eine Gesamtmasse von 345 Gramm und stammt möglicherweise vom Merkur.

## Beschreibung
Der Meteorit fällt durch eine hellgrüne Schmelzkruste auf. Die auffälligen Bruchstücke wurden von dem deutschen Meteoritenhändler Stefan Ralew im April 2012 von einem Händler in Erfoud, Marokko, erworben und teilweise zur Untersuchung an den Meteoritenforscher Anthony J. Irving an der University of Washington in Seattle weitergeleitet. NWA 7325 besteht hauptsächlich etwa zu 56 Volumenprozent aus dem Feldspat Plagioklas, zu 27 Prozent aus dem leuchtend grünen Silikatmineral Chromdiopsid und zu 16 Prozent aus dem Silikatmineral Olivin. Er enthält ungewöhnlich viel Magnesium und Kalzium, aber so gut wie kein Eisen. Das Gestein zeigt relativ große Kristalle und bildete sich offenbar aus einer sehr heißen und nur langsam abkühlenden Schmelze auf einem größeren Himmelskörper mit vulkanischer Aktivität.
Die chemische Zusammensetzung von NWA 7325 hat deutlich Ähnlichkeit mit den durch die Raumsonde MESSENGER gewonnenen Daten von der Oberfläche des Merkurs, die ebenfalls so gut wie kein Eisen enthält. Jedoch birgt sie anscheinend viel Enstatit, während dieses Silikatmineral in dem Meteorit nicht vorkommt. Daher wird vermutet, dass das Meteoritengestein durch einen großen Einschlag aus einer tieferen Schicht des Planeten herausgeschleudert wurde.